# سفارة النمسا في شمال مقدونيا
سفارة النمسا في شمال مقدونيا هي أرفع تمثيل دبلوماسي لدولة النمسا لدى شمال مقدونيا. تقع السفارة في إسكوبية وهي تهدف لتعزيز المصالح النمساوية في شمال مقدونيا.

## وصلات خارجية
- الموقع الرسمي
- قائمة سفارات النمسا
- قائمة السفارات في شمال مقدونيا